# 豹妹
《豹妹》（英語：Cat People）是一部1982年由導演保羅·許瑞德執導的美國驚悚電影，電影主題曲由已故英國歌手大衛·鮑伊主唱。劇情主要在探討豹動物被捕捉到美國，但沒想到抓到數隻豹精會變人鬧美國。